# Fortuna avversa
Fortuna avversa (Hard Luck) è un cortometraggio del 1921 diretto da Buster Keaton e Edward F. Cline, che firmano anche soggetto e sceneggiatura.

Keaton ne è anche protagonista assieme a Virginia Fox e a Joe Roberts, attori fidati e presenti in molte pellicole del celebre regista.
Il film, dalla forte componente fantastica e surreale, venne considerato perduto per oltre mezzo secolo: Giorgio Cremonini afferma che il critico Coursodon "è costretto a rifarsi a testimonianze indirette, fra cui quella di Judith Erebe, che nel 1927 sottolinea una serie di elementi significativi". Lo stesso Cremonini afferma che una copia del film intitolata Nel paese degli armadilli, erroneamente datata 1917 "è stata ritrovata da F. Ballo nel 1980 presso la Cineteca Italiana di Milano, che a quanto pare ne ignorava l'esistenza".
Parzialmente ricostruito nel 1987 mancava ancora della celebre scena finale, quando Keaton, dopo il tuffo in piscina in cui manca il bersaglio e sfonda il cemento, sbuca, a distanza di anni (come recita una didascalia), da sottoterra con una moglie cinese e due figli.
La scena mancante venne trovata successivamente in un archivio della Russia e la pellicola è stata riproposta in modo più completo, sebbene ancora assai imperfetta nella sua parte finale e, probabilmente, ancora mancante di alcuni passaggi (molte scene non appaiono affatto coerenti, nonostante il tono onirico di fondo).
Ad oggi due versioni del film sono riconosciute come le più vicine all'originale: la copia denominata Lobster/Arte, più completa, e quella denominata Kino on video, che ricostruisce la pellicola in modo probabilmente più aderente alla scrittura filmica del racconto.
Keaton riteneva la scena finale tra le sue favorite e in assoluto quella che aveva strappato la risata del pubblico più fragorosa della sua carriera.

## Trama
Un giovane senza soldi è così disperato che tenta più volte il suicidio, prima mettendosi sotto una cassa che sta per essere issata in una casa, poi cercando di impiccarsi ad un ramo dello zoo cittadino: il suicidio non riesce e il giovane è inseguito da dei poliziotti. Quando riesce a seminarli si ritrova nel retro delle cucine di una ricca abitazione, dove vede una bottiglia di veleno in una dispensa. Senza farsi vedere dai camerieri entra nella villa e ne beve alcuni sorsi, ma scopre subito che si trattava di whisky: ubriaco, si ritrova seduto a tavola con degli aristocratici, uno dei quali gli offre un lavoro "per la scienza".
Il giovane, nel recarsi al lavoro, si perde: prima si mette a pescare, poi si ritrova in una battuta di caccia alla volpe, dove aiuta una giovane a salire su un cavallo, Invitato a prender parte alla caccia, e innamoratosi a prima vista della ragazza, non ci pensa due volte: dopo una serie di vicissitudini con alcuni animali, tra cui un orso che lo insegue, si ritrova nella casa dei signori tornati dalla caccia. Qui irrompe il bandito Lizard Lip Luke con la sua banda, e mette la casa a ferro e fuoco: il giovane, non senza difficoltà, sgomina con l'astuzia la banda di banditi e chiede la mano della ragazza, che però ammette di essere già sposata. Il ragazzo decide quindi di provare ancora a suicidarsi, questa volta arrampicandosi sull'altissimo trampolino di una piscina e gettandosi di sotto. Anche questa volta il suicidio fallisce: sfonda il cemento e riemerge, anni dopo, con due figli e la moglie cinese.